# 石硤尾健康院

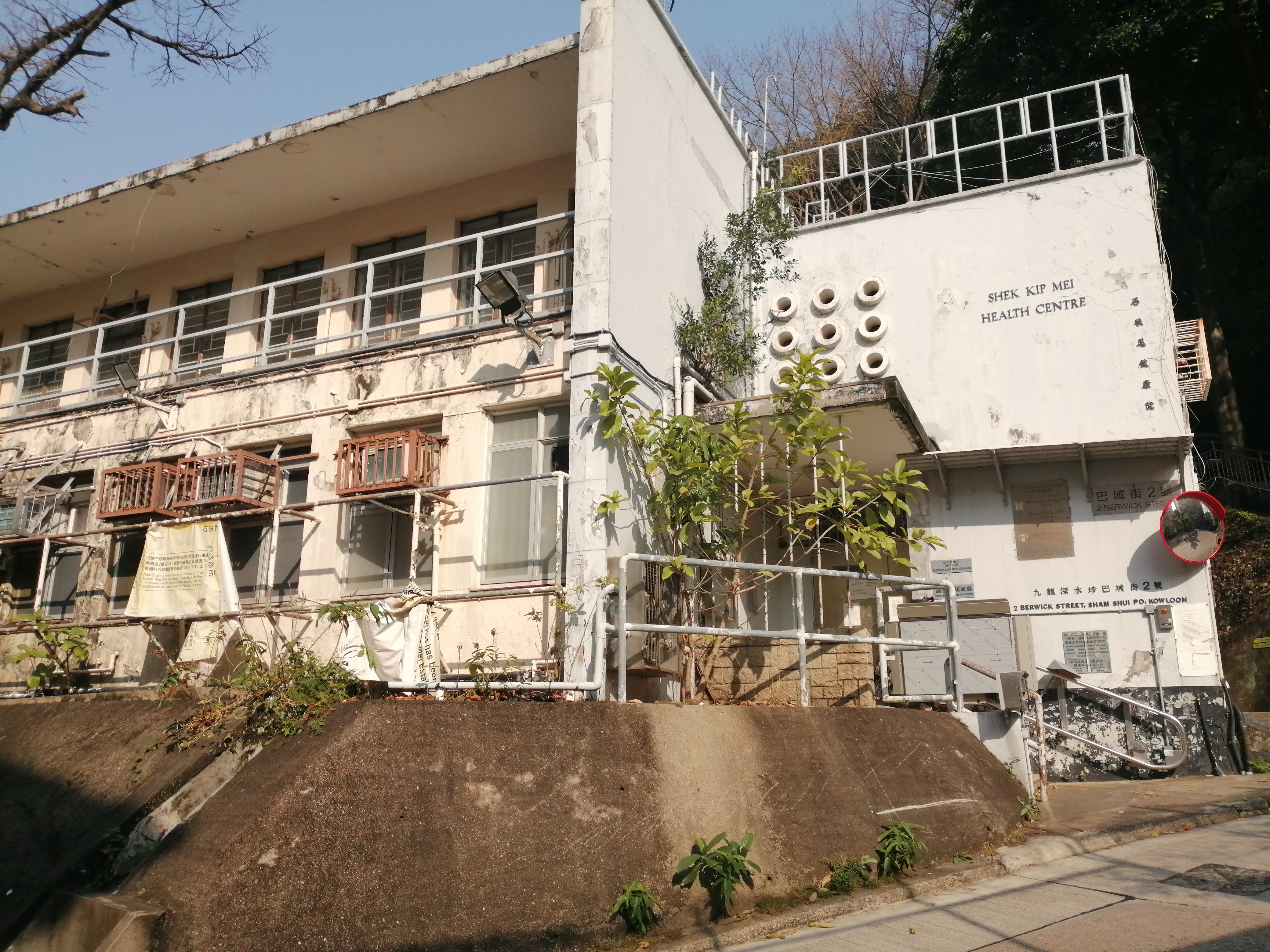
石硤尾健康院

石硤尾健康院（英語：Shek Kip Mei Health Centre）是一間由衞生署管理的健康院，位於香港九龍石硤尾巴域街2號，1957年11月落成，同時設有醫院管理局的普通科門診診所以及衞生署的胸肺科診所。
由於建築物老化，政府計劃斥資21億港元拆卸石硤尾健康院，並重建為石硤尾社區健康中心。醫務衞生局於2023年10月10日向立法會衞生事務委員會提交文件，計劃申請撥款22億4310萬港元興建社區健康中心。為方便進行工程，石硤尾普通科門診率先搬遷至石硤尾邨美禧樓，直至工程完成回遷，2023年1月9日起實施。2025年2月7日，項目獲得立法會財務委員會通過，新社區健康中心大樓樓高16層，設有30個停車位，預計2030年完工。